# Maura Monti
Maura Monti (* 11. August 1942 in Genua als Maura Fazi Pastorino) ist eine mexikanische Schauspielerin, Moderatorin und Journalistin italienischer Herkunft.

## Leben und Arbeit
Monti zog mit ihrer Mutter nach Mexiko, wo sie zunächst als Model zu arbeitete, aber schon bald für den Film entdeckt wurde. In der zweiten Hälfte der 1960er Jahr trat sie in einer Vielzahl von mexikanischen Filmen auf. Darunter Draculas Tochter und Professor Satanas (Originaltitel: La mujer murcielago, dt. die Fledermausfrau), in dem sie eine Art Batwoman spielt.
Anfang der 1970er Jahre beendete sie ihre Schauspielkarriere und arbeitete stattdessen als Moderatorin und Journalistin. In den 1990er Jahren ließ sie sich mit ihrem zweiten Mann, dem Schriftsteller José Antonio Reyes Matamoros, in San Cristóbal de las Casas nieder. Dort arbeitete sie als Dorfschullehrerin und betätigte sich als Malerin und Autorin.

## Filmografie
- 1965: Cucurrucucú Paloma
- 1965: El pecador
- 1966: El proceso de Cristo
- 1966: El planeta de las mujeres invasoras
- 1966: El mal
- 1966: Hombres de roca
- 1967: SOS Conspiración Bikini
- 1967: Su excelencia
- 1967: La muerte en bikini
- 1967: Santo, el Enmascarado de Plata vs. la invasión de los marcianos
- 1967: Don Juan 67
- 1968: Báñame mi amor
- 1968: Un Latín lover en Acapulco
- 1968: Draculas Tochter und Professor Satanas (Original: La mujer murciélago)
- 1968: Despedida de casada
- 1968: María Isabel
- 1968: El tesoro de Moctezuma
- 1968: Blue Demon destructor de espías
- 1968: Los amores de Juan Charrasqueado
- 1968: Las sicodélicas
- 1968: El día de la boda
- 1968: Me casé con un cura
- 1968: El misterio de los hongos alucinantes
- 1968: Pasaporte a la muerte
- 1969: El matrimonio es como el demonio
- 1969: Veinticuatro horas de vida
- 1969: Muñecas peligrosas
- 1969: Minifaldas con espuelas
- 1969: Las vampiras
- 1969: Con licencia para matar
- 1969: La casa de las muchachas
- 1969: Cazadores de espías
- 1970: El despertar del lobo
- 1970: Las tres magníficas
- 1971: The Incredible Invasion
- 1978–1989 En vivo (Kulturmagazin, Moderation)